# 로켓 라쿤
로켓 라쿤(Rocket Raccoon)은 마블 코믹스에서 출간한 만화책에 등장하는 슈퍼히어로 공상 캐릭터이다. 공동 작가 빌 만틀로와 키스 기펜이 창작했으며, 1976년 여름 마블 프리뷰#7에서 처음으로 등장한다. 로켓 라쿤은 지능이 있는 의인화된 너구리이며 사격 관련 전문가이며 전술에 능하다.
로켓 라쿤은 2008년에 재발매된 가디언즈 오브 갤러시에서 중요한 멤버로서 등장하였다. 2014년 8월 1일에 개봉한 영화 가디언즈 오브 갤럭시에서 실사화되어 출연하게 되었으며, 목소리는 브래들리 쿠퍼가 맡았다. 캐릭터 설정은 50건 이상의 차량절도와 탈옥, 13건의 절도, 14건의 탈주, 7건의 용병활동, 15건의 방화 등이다.

## 담당 배우

### 영화
- 가디언즈 오브 갤럭시 (2014) - 브래들리 쿠퍼 (목소리)
- 가디언즈 오브 갤럭시 VOL. 2 (2017) - 브래들리 쿠퍼 (목소리)
- 어벤져스: 인피니티 워 (2018) - 브래들리 쿠퍼 (목소리)
- 어벤져스: 엔드게임 (2019) - 브래들리 쿠퍼 (목소리)
- 가디언즈 오브 갤럭시 Volume 3 (2023) - 브래들리 쿠퍼 (목소리)